# جاناتان کلاوس
جاناتان کلوس (انگلیسی: Jonathan Clauss؛ زادهٔ ۲۵ سپتامبر ۱۹۹۲) بازیکن فوتبال اهل فرانسه است.
از باشگاه‌هایی که در آن بازی کرده‌است می‌توان به المپیک مارسی، نیس، لانس و آرمینیا بیله‌فلد اشاره کرد.
وی همچنین در تیم ملی فوتبال فرانسه بازی کرده‌است.